# Пасаван-ла-Рошер
Пасава́н-ла-Роше́р (фр. Passavant-la-Rochère) — коммуна во Франции, находится в регионе Франш-Конте. Департамент — Верхняя Сона. Входит в состав кантона Жюсе. Округ коммуны — Везуль.
Код INSEE коммуны — 70404.

## География
Коммуна расположена приблизительно в 290 км к востоку от Парижа, в 85 км севернее Безансона, в 40 км к северу от Везуля.

## Население
Население коммуны на 2010 год составляло 659 человек.
| 1962 | 1968  | 1975  | 1982  | 1990 | 1999 | 2010 |
| ---- | ----- | ----- | ----- | ---- | ---- | ---- |
| 1220 | 1 210 | 1 182 | 1 095 | 874  | 802  | 659  |

## Экономика
В 2010 году среди 396 человек трудоспособного возраста (15—64 лет) 273 были экономически активными, 123 — неактивными (показатель активности — 68,9 %, в 1999 году было 68,3 %). Из 273 активных жителей работали 227 человек (135 мужчин и 92 женщины), безработных было 46 (15 мужчин и 31 женщина). Среди 123 неактивных 22 человека были учениками или студентами, 48 — пенсионерами, 53 были неактивными по другим причинам.

## Фотогалерея
- Мэрия и военный мемориал
- Церковь Нотр-Дам
- Общественная прачечная
- Карта коммуны